# Cladothela
Cladothela Kishida, 1928 è un genere di ragni appartenente alla famiglia Gnaphosidae.

## Distribuzione
Le 10 specie note di questo genere sono diffuse in Giappone, in Cina, e in Corea: le specie dall'areale più vasto è la C. oculinotata rinvenuta in tutte e tre le nazioni succitate.

## Tassonomia
Le caratteristiche di questo genere sono state descritte dallo studio degli esemplari di C. boninensis effettuato dall'aracnologo Kishida nel 1928.
Fino alla pubblicazione di Yaginuma (1986a), questo genere era completamente sconosciuto al di fuori del Giappone; infatti Kishida stesso, nel 1930, gli aveva attribuito il rango di famiglia a sé, inserendolo nei Cladothelidae. L'analisi di Yaginuma fugò qualsiasi dubbio e consentì di inserire correttamente questo genere nella famiglia Gnaphosidae.
Non sono stati esaminati esemplari di questo genere dal 2013.
Attualmente, a maggio 2015, si compone di 10 specie:
- Cladothela auster Kamura, 1997 — Giappone
- Cladothela bistorta Zhang, Song & Zhu, 2002 — Cina
- Cladothela boninensis Kishida, 1928[2] — Giappone
- Cladothela hupingensis Yin, 2012 — Cina
- Cladothela joannisi (Schenkel, 1963) — Cina
- Cladothela ningmingensis Zhang, Yin & Bao, 2004 — Cina
- Cladothela oculinotata (Bösenberg & Strand, 1906) — Cina, Corea, Giappone
- Cladothela parva Kamura, 1991 — Cina, Giappone
- Cladothela tortiembola Paik, 1992 — Corea
- Cladothela unciinsignita (Bösenberg & Strand, 1906) — Giappone

### Sinonimi
- Cladothela potanini (Schenkel, 1963); trasferita dal genere Phaeocedus e posta in sinonimia con C. joannisi (Schenkel, 1963) a seguito di uno studio degli aracnologi Song, Zhu & Zhang del 2004[1].
- Cladothela x-notata (Bösenberg & Strand, 1906); trasferita dal genere Drassyllus e posta in sinonimia con C. unciinsignita (Bösenberg & Strand, 1906) a seguito di un lavoro di Kamura del 1991.